# Michèle Mombet
Michèle Mombet épouse Cottenier (née le 17 mai 1949 à Lille) est une athlète française spécialiste du 400 mètres.

## Biographie
Le 6 juillet 1969, à Colombes, elle établit un nouveau record du monde du relais 4 × 400 m en 3 min 34 s 2, en compagnie de Éliane Jacq, Nicole Duclos et Colette Besson. Ce record est amélioré le 16 septembre 1969 par l'équipe d'Allemagne de l'Ouest.
Licenciée à l'ASPTT Lille Métropole, elle compte 7 sélections internationales en équipe de France. Son record personnel sur 400 m est de 55 s 3 (1969).